# Jorge Giacinti
Jorge Alberto Giacinti (Almafuerte, 21 juni 1974) is een Argentijns wielrenner.

## Belangrijkste overwinningen
1997
 Argentijns kampioen op de weg, Elite
1998
Eindklassement Ronde van Uruguay
1999
 Argentijns kampioen op de weg, Elite
Ronde van de Alto Valle del Río Negro
2001
Ronde van Líder
2002
4e etappe Ronde van Rio de Janeiro
2004
Eindklassemet Ronde van Uruguay
1e etappe Ronde van Rio de Janeiro
2005
6e etappe Ronde van Brazilië
Eindklassement Ronde van Brazilië
3e etappe Ronde vanPorto Alegre
Eindklassement Ronde vanPorto Alegre
2007
3e etappe Ronde van San Luis
Eindklassement Ronde van San Luis
2008
3e etappe Ronde van Uruguay
3e etappe Ronde van San Luis
2009
3e etappe Ronde van San Luis
2e etappe Giro Del Sol San Juan
2010
Proloog Ronde van de Staat São Paulo
4e etappe Ronde van Paraná
2011
7e etappe Ronde van Chili (tijdrit)
2013
3e etappe Ronde van Bolivia (ploegentijdrit)
4e etappe Ronde van Bolivia

## Ploegen
- 2008 –  Scott-Marcondes Cesar-São José dos Campos
- 2010 –  Scott-Marcondes Cesar-Fadenp São José dos Campos (tot 20-8)
- 2012 –  San Luis Somos Todos
- 2013 –  San Luis Somos Todos
- 2014 –  San Luis Somos Todos
- 2015 –  San Luis Somos Todos

Diniz · Giacinti · Grizante · Junior · Médici · M.Morandi · F.Morandi · Nazaret · Nicácio · Rogelin · N.Santos · Seabra · Sidoti · R.Silva · Simón
Camargo · Chamorro · Dias · Giacinti · Gohr · Justo · Médici · F.Morandi · M.Morandi · Nazaret · Pagliarini · Rogelin · Ruiz · Santos · Sartasov · Tavares
Badde · Claveles · Díaz · Giacinti · Guevara · J.A.Lucero · Martínez · Messineo · Murgo · Quiroga · Sartasov · Sosa · Velázquez
Badde · Claveles · Díaz · Giacinti · Godoy · Guevara · Juárez · A.Lucero · J.A.Lucero · Martínez · Messineo · Murgo · Quiroga · Sartasov · Sosa · Velázquez
Díaz · Giacinti · Godoy · Guevara · Juárez · J.A.Lucero · A.Lucero · Martínez · Messineo · Moyano · Murgo · Quiroga · Sartasov · Sosa · Velázquez
Giacinti · Godoy · Guevara · Juárez · J.A.Lucero · A.Lucero · Martínez · Messineo · Mini · Moyano · Murgo · Quiroga · Richeze · Sartasov · Sosa